# Kamacit
Kamacit, auch als Balkeneisen bekannt, ist eine nickelhaltige Varietät des Eisens meteoritischen Ursprungs. Bis 2006 galt Kamacit als eigenständiges Mineral, wurde dann aber von der International Mineralogical Association (IMA) diskreditiert und auf den Status einer Eisenvarietät reduziert.
Kamacit hat einen Nickel-Anteil von 4 bis 7,5 %, kristallisiert im kubischen Kristallsystem mit kubisch-raumzentrierter Kristallstruktur und entwickelt in Eisenmeteoriten tafelförmige Kristalle in schwarzer bis grauer Farbe, die von hellfarbigem, lamellarem nickelreichen Taenit umgeben sind. Besonders gut lassen sich diese Kristalle im Querschnitt auf angeschliffenen Meteoritenproben betrachten, wo sie balkenförmig erscheinen und zusammen mit Taenit sogenannte Widmannstättensche Figuren bilden. Kamacit kommt in mm-großen, unregelmäßigen Kristallen auch in allen Chondriten vor.
Bei einem Anteil von 20 bis 50 % Nickel in der Verbindung bildet sich Taenit, der eine andere Kristallstruktur hat. Bei einem Ni-Gehalt von 50 % bildet sich Tetrataenit. Eine feine Verwachsung von Kamacit und Taenit wird als Plessit bezeichnet.

## Etymologie und Geschichte
Die Mineralnamen Kamacit (Balkeneisen), Taenit (Bandeisen) und Plessit (Fülleisen) wurden von Karl von Reichenbach 1861 geprägt. Das Wort Kamacit leitet sich vom griechischen κάμαξ kamaks ab, was „Latte“, „Stock“, „Zapfen“ bedeutet und auf die balkenförmige Ausbildung zurückzuführen ist, die im Anschliff sichtbar ist.

## Klassifikation
In der veralteten 8. Auflage der Mineralsystematik nach Strunz gehörte der Kamacit zur Mineralklasse der „Elemente“ und dort zur Abteilung der „Metalle und intermetallischen Legierungen (ohne Halbmetalle)“, wo er zusammen mit Eisen und Wairauit die „Eisen-Reihe“ mit der System-Nr. I/A.04a innerhalb der „Eisen-Kobalt-Nickel-Gruppe“ (I/A.04) bildete.
Die von der International Mineralogical Association (IMA) zuletzt 2009 aktualisierte 9. Auflage der Strunz’schen Mineralsystematik ordnete den Kamacit bis 2005 ebenfalls in die Abteilung der „Metalle und intermetallischen Verbindungen“ und dort in die „Eisen-Kamacit-Gruppe“ mit der System-Nr. 1.AE.05 innerhalb der Unterabteilung der „Eisen-Chrom-Familie“ ein. Da Kamacit allerdings seit 2006 seinen Mineralstatus verloren hat, ist er in der aktuellen Strunz’schen Systematik nicht mehr aufgeführt.
Die vorwiegend im englischen Sprachraum gebräuchliche Systematik der Minerale nach Dana ordnet den Kamacit allerdings nach wie vor in die Klasse der „Elemente“ und dort in die gleichnamige Abteilung ein. Hier ist er zusammen mit Eisen, Taenit, Tetrataenit, Awaruit, Nickel und Wairauit in der „Eisen-Nickelgruppe“ mit der System-Nr. 01.01.11 innerhalb der Unterabteilung „01.01 Elemente: metallische Elemente außer der Platingruppe“ zu finden.

## Kristallstruktur
Kamacit kristallisiert kubisch in der Raumgruppe Im3m (Raumgruppen-Nr. 229)  mit dem Gitterparameter a = 2,87 bis 2,88 Å sowie 2 Formeleinheiten pro Elementarzelle.

## Bildung und Fundorte
Kamacit bildet sich in Eisenmeteoriten im festen Zustand bei sehr langsamer Abkühlung entsprechend dem Fe-Ni-Zustandsdiagramm bei Temperaturen zwischen 750 und 450 °C aus Taenit. Es wird an den Aufschlagorten von Eisenmeteoriten auf der Erde gefunden.
Außerdem bildet es sich beim Zerfall von Cohenit, das nur bei hohem Druck als stabil gilt.